# Nicolás Medina (ur. 1987)
Nicolas Medina (ur. 28 marca 1987 w Santiago) – chilijski piłkarz występujący na pozycji napastnika. Od 2011 roku jest piłkarzem Akademiku Sofia. Jest wychowankiem Universidad Chile. Występował w reprezentacji Chile U-20, która w 2007 wzięła udział w Mistrzostwach Świata U-20 w Kanadzie.